# Sarah Churchill, hertiginna av Marlborough
Sarah Churchill, hertiginna av Marlborough, född Sarah Jennings den 5 juni 1660 förmodligen på Holywell House nära St Albans, Hertfordshire, död 18 oktober 1744 på Marlborough House i London, var en engelsk hovdam, gunstling till Anna Stuart. Hon blev, mycket tack vare sin vänskap med drottning Anna Stuart, en av de mest inflytelserika kvinnorna i den brittiska historien.

## Biografi
Sarah Churchill blev hovfröken åt Maria av Modena år 1673, och inledde en vänskapsrelation med prinsessan Anna 1675. 
Jennings gifte sig 1677 med John Churchill, 1:e hertig av Marlborough. Äktenskapet var först hemligt, men offentliggjordes 1678. Hon lämnade hovet vid sin graviditet år 1678. 
Hon blev Lady of the Bedchamber (hovdam) åt Anna år 1683. Anna besteg tronen 1702, vilket gjorde att Sarah Curchill hamnade i en inflytelserik position. Hon innehade flera poster inom hovet. Hon var Mistress of the Robes 1704–1710, Groom of the Stole 1702–1711, Keeper of the Privy Purse 1702–1711 och Ranger of Windsor Great Park från 1702 till 1744. 
Sarah Curchill förlorade sin gunstlingsposition hos Anna då deras vänskapsrelation bröts år 1711.